# Esteban Ocon
Esteban José Jean-Pierre Ocon-Khelfane (* 17. září 1996 Évreux) je francouzský motoristický závodník a pilot Formule 1, který je od roku 2025 členem týmu Haas. S týmem Alpine dokázal vyhrát jeden závod, a to Grand Prix Maďarska 2021.
V motokárách začal závodit v devíti letech a získal několik národních i mezinárodních titulů. Do juniorské formule vstoupil v roce 2012 a první titul vyhrál v roce 2014 v evropském šampionátu Formule 3. Další rok přestoupil do série GP3, kde v 18 závodech 14krát skončil mezi třemi nejlepšími a ročník ovládl. Ve stejný rok se stal členem akademie Mercedesu, ve Formuli 1 debutoval v Grand Prix Belgie 2016 s týmem Manor, kdy v monopostu vystřídal Rio Haryanta. V roce 2017 přestoupil do týmu Force India, ze kterého se záhy stal Racing Point. Po dvou letech tým opustil a v roce 2019 byl rezervním jezdcem Mercedesu.
V roce 2020 vstoupil do Renaultu a tentýž rok získal své první pódiové umístění v Grand Prix Sachíru. V roce 2021 se z Renaultu stal Alpine a Ocon získal své první a jediné vítězství v Grand Prix Maďarska. Své třetí pódium získal v Grand Prix Monaka 2023. V roce 2024 zajel své první nejrychlejší kolo v závodě v Grand Prix USA a získal čtvrté pódium v Grand Prix São Paula. Po sezóně tým opustil a přestoupil do Haasu.
Celkem ve Formuli 1 vyhrál 1 závod, zajel 1 nejrychlejší kola a 4krát skončil mezi třemi nejlepšími. S Haasem má uzavřenou smlouvu do konce roku 2026.

## Formule 1
V roce 2014 se Ocon poprvé svezl ve voze Formule 1 týmu Lotus při pátečním volném tréninku před Velkou cenou Abú Zabí.
V první polovině sezóny 2016 působil jako rezervní pilot týmu Renault.

### Manor (2016)
Dne 10. srpna 2016 bylo oznámeno, že Ocon od Velké ceny Belgie nahradí Ria Haryanta v týmu Manor. Jeho nejlepším umístěním bylo dvanácté místo při Velké ceně Belgie.

### Force India/Racing Point (2017–2018)

#### 2017
Dne 10. listopadu 2016 tým Force India oznámil, že podepsal s Oconem víceletou smlouvu. Za tým poprvé nastoupil při Velké ceně Austrálie, kde skončil na desátém místě. V dalších dvou závodech dojel také na posledním bodovaném desátém místě. Ve Velké ceně Ruska a při Velké ceně Španělska vylepšil své dosavadní umístění, když skončil na sedmém a pátém místě. Při Velké ceně Monaka skončil na nebodovaném dvanáctém místě. Jeho pravidelné umístění na bodech přerušila až Velká cena Brazílie, kde po kolizi s Romainem Grosjeanem musel odstoupit. V poslední Velké ceně Abú Zabí skončil na osmém místě. V sezóně získal 87 bodů a obsadil celkové 8. místo.

#### 2018
V prvním závodě sezóny skončil na dvanáctém místě. Při Velké ceně Bahrajnu dosáhl poprvé na body, když dojel na desátém místě. Ve Velké ceně Belgie startoval na třetím místě. Závod dokončil na šestém místě. Po Velké ceně USA byl diskvalifikován kvůli překročení průtoku paliva. Ve Velké ceně Brazílie narazil do vedoucího Maxe Verstappena, když se ho pokusil předjet o kolo zpět. Za tento manévr dostal desetisekundový trest a skončil na čtrnáctém místě. V sezóně získal 49 bodů a obsadil celkové 12. místo. V další sezóně 2019 ho v týmu nahradil kanadský závodník Lance Stroll.

### Mercedes (2019)
V sezóně 2019 působil jako rezervní jezdec týmu Mercedes.

### Renault (2020)
Dne 29. srpna 2019 bylo oznámeno, že Ocon podepsal s týmem Renault dvouletou smlouvu počínaje sezónou 2020. V týmu nahradil Nica Hülkenberga.
Kvůli pandemii covidu-19 byl start sezóny odložen. Prvním závodem byla Velká cena Rakouska, ve které se umístil na osmém místě a při své premiéře v týmu získal čtyři body. Do následujícího závodu ve Štýrsku startoval z pátého místa, ale kvůli přehřátí vozu závod nedokončil. Žádné body nezískal ani ve Velké ceně Maďarska, protože skončil na čtrnáctém místě. V Británii získal další body v sezóně, když skončil na šestém místě. Závod v Belgii dokončil na pátém místě. Velkou cenu Toskánska, Velkou cenu Eifelu a Velkou cenu Emilia Romagna kvůli technickým problémům nedokončil. Při Velké ceně Sachíru získal své první pódiové umístění, když skončil na druhém místě. V posledním závodě sezóny, který se konal v Abú Zabí se umístil na devátém místě. Jednalo se zároveň o poslední závod týmu Renault, jelikož se od sezóny 2021 přejmenovává na Alpine.
V sezóně Ocon získal 62 bodů a obsadil celkové 12. místo.

### Alpine (2021–2024)

#### 2021
Od sezóny 2021 tým Renault změnil název na Alpine. Novým týmovým kolegou Ocona se stal navrátilec Fernando Alonso.
V úvodním závodě sezóny, který se konal v Bahrajnu se Ocon umístil na třináctém místě. První body pro nový tým získal při Velké ceně Emilia Romagna za deváté místo. V následujících závodech v Portugalsku, ve Španělsku a v Monaku získal další body. Závod v Ázerbájdžánu nedokončil kvůli problémům s turbodmychadlem. Žádné body nezískal ani při domácím závodě ve Francii, když skončil na čtrnácté místě. Stejného výsledku dosáhl i při Velké ceně Štýrska. Závod v Rakousku kvůli kolizi v úvodním kole nedokončil. Další body získal za deváté místo při Velké ceně Velké Británie. Díky úvodním kolizím soupeřů, při Velké ceně Maďarska, se posunul do čela závodu, které dokázal bránit před Sebastianem Vettelem a získal tak své první vítězství ve Formuli 1. Do Velké ceny Belgie startoval z osmého místa, ale kvůli silnému dešti se odjela pouze dvě kola za safety carem a závod byl ukončen. Závody v Nizozemsku a v Itálii dokončil na bodovaných pozicích. Při Velké ceně Ruska žádné body nezískal. Závod v Turecku dokončil, bez výměny pneumatik, na desátém místě. Do Velké ceny USA startoval z jedenáctého místa, ale kvůli mechanickému poškození, musel ze závodu odstoupit. V Mexico City žádné body nezískal. Při Velké ceně São Paula skončil na bodovaném osmém místě. I v závodě v Kataru získal body za páté místo. Při Velké ceně Saúdské Arábie se Ocon dlouho držel na pódiových pozicích, ale v posledním kole na cílové rovince jej předjel Valtteri Bottas a odsunul ho na čtvrté místo. V závěrečném závodě sezóny, který se jel v Abú Zabí, obsadil deváté místo.
Celkem získal 74 bodů a obsadil konečné 11. místo.

#### 2022
Při prvním závodě sezóny 2022 v Bahrajnu skončil na bodovaném sedmém místě.

## Výsledky
| Legenda k tabulce | Legenda k tabulce                                                                       |
| Barva             | Výsledek                                                                                |
| ----------------- | --------------------------------------------------------------------------------------- |
| Zlatá             | Vítěz                                                                                   |
| Stříbrná          | 2. místo                                                                                |
| Bronzová          | 3. místo                                                                                |
| Zelená            | Bodované umístění                                                                       |
| Modrá             | Nebodované umístění                                                                     |
| Modrá             | Dokončil neklasifikován (NC)                                                            |
| Fialová           | Odstoupil (Ret)                                                                         |
| Červená           | Nekvalifikoval se (DNQ)                                                                 |
| Červená           | Nepředkvalifikoval se (DNPQ)                                                            |
| Černá             | Diskvalifikován (DSQ)                                                                   |
| Bílá              | Nestartoval (DNS)                                                                       |
| Bílá              | Závod zrušen (C)                                                                        |
| Světle modrá      | Pouze trénoval (PO)                                                                     |
| Světle modrá      | Páteční testovací jezdec (TD)                                                           |
| Bez barvy         | Netrénoval (DNP)                                                                        |
| Bez barvy         | Vyřazen (EX)                                                                            |
| Bez barvy         | Nepřijel (DNA)                                                                          |
| Bez barvy         | Odvolal účast (WD)                                                                      |
| Bez barvy         | Nezúčastnil se (prázdné)                                                                |
| Označení          | Význam                                                                                  |
| Tučnost           | Pole position                                                                           |
| Kurzíva           | Nejrychlejší kolo                                                                       |
| †                 | Jezdec nedojel do cíle, ale byl klasifikován, protože odjel více než 90 % délky závodu. |
| ‡                 | Byl udělován poloviční počet bodů, protože bylo odjeto méně než 75 % délky závodu.      |
| Horní index       | Umístění bodujících jezdců ve sprintu                                                   |

### Závodní kariéra
| Sezóna | Série                        | Tým                              | Závody          | Vítězství       | PP              | NK              | Pódia           | Body            | Umístění        |
| ------ | ---------------------------- | -------------------------------- | --------------- | --------------- | --------------- | --------------- | --------------- | --------------- | --------------- |
| 2012   | Eurocup Formula Renault 2.0  | Koiranen Motorsport              | 14              | 0               | 0               | 0               | 1               | 31              | 14. místo       |
| 2012   | Formula Renault 2.0 Alps     | Koiranen Motorsport              | 9               | 0               | 0               | 1               | 2               | 69              | 7. místo        |
| 2013   | Eurocup Formula Renault 2.0  | ART Junior Team                  | 14              | 2               | 1               | 1               | 5               | 159             | 3. místo        |
| 2013   | Formula Renault 2.0 NEC      | ART Junior Team                  | 8               | 1               | 0               | 1               | 3               | 122             | 12. místo       |
| 2013   | Macau Grand Prix             | Prema Powerteam                  | 2               | 0               | 0               | 0               | 0               | —               | 10. místo       |
| 2014   | FIA Formule 3 European       | Prema Powerteam                  | 33              | 9               | 15              | 7               | 21              | 478             | 1. místo        |
| 2014   | Formula Renault 3.5 Series   | Comtec Racing                    | 3               | 0               | 0               | 0               | 0               | 2               | 23. místo       |
| 2014   | Macau Grand Prix             | Theodore Racing by Prema         | 2               | 0               | 0               | 0               | 0               | —               | DNF             |
| 2015   | GP3 Series                   | ART Grand Prix                   | 18              | 1               | 3               | 5               | 14              | 253             | 1. místo        |
| 2016   | Deutsche Tourenwagen Masters | Mercedes-Benz DTM Team ART       | 10              | 0               | 0               | 0               | 0               | 2               | 26. místo       |
| 2016   | Formule 1                    | Manor Racing MRT                 | 9               | 0               | 0               | 0               | 0               | 0               | 23. místo       |
| 2017   | Formule 1                    | Sahara Force India F1 Team       | 20              | 0               | 0               | 0               | 0               | 87              | 8. místo        |
| 2018   | Formule 1                    | Sahara Force India F1 Team       | 12              | 0               | 0               | 0               | 0               | 49              | 12. místo       |
| 2018   | Formule 1                    | Racing Point Force India F1 Team | 9               | 0               | 0               | 0               | 0               | 49              | 12. místo       |
| 2019   | Formule 1                    | Mercedes-AMG Petronas Motorsport | Rezervní jezdec | Rezervní jezdec | Rezervní jezdec | Rezervní jezdec | Rezervní jezdec | Rezervní jezdec | Rezervní jezdec |
| 2020   | Formule 1                    | Renault DP World F1 Team         | 17              | 0               | 0               | 0               | 1               | 62              | 12. místo       |
| 2021   | Formule 1                    | Alpine F1 Team                   | 22              | 1               | 0               | 0               | 1               | 74              | 11. místo       |
| 2022   | Formule 1                    | BWT Alpine F1 Team               | 22              | 0               | 0               | 0               | 0               | 92              | 8. místo        |
| 2023   | Formule 1                    | BWT Alpine F1 Team               | 22              | 0               | 0               | 0               | 1               | 58              | 12. místo       |
| 2024   | Formule 1                    | BWT Alpine F1 Team               | 23              | 0               | 0               | 1               | 1               | 23              | 14. místo       |
| 2025   | Formule 1                    | MoneyGram Haas F1 Team           | 12              | 0               | 0               | 0               | 0               | 23*             | 10. místo*      |

### Kompletní výsledky ve Formuli 1
| Rok  | Tým                              | Šasi              | Motor                           | 1       | 2       | 3       | 4       | 5       | 6       | 7       | 8       | 9       | 10      | 11      | 12     | 13      | 14      | 15      | 16     | 17      | 18      | 19      | 20     | 21      | 22     | 23      | 24  | Body | Umístění   |
| ---- | -------------------------------- | ----------------- | ------------------------------- | ------- | ------- | ------- | ------- | ------- | ------- | ------- | ------- | ------- | ------- | ------- | ------ | ------- | ------- | ------- | ------ | ------- | ------- | ------- | ------ | ------- | ------ | ------- | --- | ---- | ---------- |
| 2014 | Lotus F1 Team                    | Lotus E22         | Renault Energy F1‑2014 1,6 V6 t | AUS     | MAL     | BHR     | CHN     | ESP     | MON     | CAN     | AUT     | GBR     | GER     | HUN     | BEL    | ITA     | SIN     | JPN     | RUS    | USA     | BRA     | ABU TD  |        |         |        |         |     | –    | –          |
|      |                                  |                   |                                 |         |         |         |         |         |         |         |         |         |         |         |        |         |         |         |        |         |         |         |        |         |        |         |     |      |            |
| 2016 | Renault Sport F1 Team            | Renault R.S.16    | Renault R.E.16 1,6 V6 t         | AUS     | BHR     | CHN     | RUS     | ESP TD  | MON     | CAN     | EUR     | AUT     | GBR TD  | HUN TD  | GER TD |         |         |         |        |         |         |         |        |         |        |         |     | 0    | 23. místo  |
| 2016 | Manor Racing MRT                 | Manor MRT05       | Mercedes PU106C Hybrid 1,6 V6 t |         |         |         |         |         |         |         |         |         |         |         |        | BEL 16  | ITA 18  | SIN 18  | MAL 16 | JPN 21  | USA 18  | MEX 21  | BRA 12 | ABU 13  |        |         |     | 0    | 23. místo  |
| 2017 | Sahara Force India F1 Team       | Force India VJM10 | Mercedes M08 EQ Power+ 1,6 V6 t | AUS 10  | CHN 10  | BHR 10  | RUS 7   | ESP 5   | MON 12  | CAN 6   | AZE 6   | AUT 8   | GBR 8   | HUN 9   | BEL 9  | ITA 6   | SIN 10  | MAL 10  | JPN 6  | USA 6   | MEX 5   | BRA Ret | ABU 8  |         |        |         |     | 87   | 8. místo   |
| 2018 | Sahara Force India F1 Team       | Force India VJM11 | Mercedes M09 EQ Power+ 1,6 V6 t | AUS 12  | BHR 10  | CHN 11  | AZE Ret | ESP Ret | MON 6   | CAN 9   | FRA Ret | AUT 6   | GBR 7   | GER 8   | HUN 13 |         |         |         |        |         |         |         |        |         |        |         |     | 49   | 12. místo  |
| 2018 | Racing Point Force India F1 Team | Force India VJM11 | Mercedes M09 EQ Power+ 1,6 V6 t |         |         |         |         |         |         |         |         |         |         |         |        | BEL 6   | ITA 6   | SIN Ret | RUS 9  | JPN 9   | USA DSQ | MEX 11  | BRA 14 | ABU Ret |        |         |     | 49   | 12. místo  |
|      |                                  |                   |                                 |         |         |         |         |         |         |         |         |         |         |         |        |         |         |         |        |         |         |         |        |         |        |         |     |      |            |
| 2020 | Renault DP World F1 Team         | Renault R.S.20    | Renault E-Tech 20 1,6 V6 t      | AUT 8   | STY Ret | HUN 14  | GBR 6   | 70A 8   | ESP 13  | BEL 5   | ITA 8   | TUS Ret | RUS 7   | EIF Ret | POR 8  | EMI Ret | TUR 11  | BHR 9   | SKR 2  | ABU 9   |         |         |        |         |        |         |     | 62   | 12. místo  |
| 2021 | Alpine F1 Team                   | Alpine A521       | Renault E-Tech 20B 1,6 V6 t     | BHR 13  | EMI 9   | POR 7   | ESP 9   | MON 9   | AZE Ret | FRA 14  | STY 14  | AUT Ret | GBR 9   | HUN 1   | BEL 7‡ | NED 9   | ITA 10  | RUS 14  | TUR 10 | USA Ret | MXC 13  | SAP 8   | QAT 5  | SAU 4   | ABU 9  |         |     | 74   | 11. místo  |
| 2022 | BWT Alpine F1 Team               | Alpine A522       | Renault E-Tech 22 1,6 V6 t      | BHR 7   | SAU 6   | AUS 7   | EMI 14  | MIA 8   | ESP 7   | MON 12  | AZE 10  | CAN 6   | GBR Ret | AUT 5   | FRA 8  | HUN 9   | BEL 7   | NED 9   | ITA 11 | SIN Ret | JPN 4   | USA 11  | MXC 8  | SAP 8   | ABU 7  |         |     | 92   | 8. místo   |
| 2023 | BWT Alpine F1 Team               | Alpine A523       | Renault E-Tech 23 1.6 V6 t      | BHR Ret | SAU 8   | AUS 14† | AZE 15  | MIA 9   | MON 3   | ESP 8   | CAN 8   | AUT 147 | GBR Ret | HUN Ret | BEL 8  | NED 10  | ITA Ret | SIN Ret | JPN 9  | QAT 7   | USA Ret | MXC 10  | SAP 10 | LVG 4   | ABU 12 |         |     | 45   | 12. místo  |
| 2024 | BWT Alpine F1 Team               | Alpine A524       | Renault E-Tech 24 1.6 V6 t      | BHR 17  | SAU 13  | AUS 16  | JPN 15  | CHN 11  | MIA 10  | EMI 14  | MON Ret | CAN 10  | ESP 10  | AUT 12  | GBR 16 | HUN 18  | BEL 9   | NED 15  | ITA 14 | AZE 15  | SIN 13  | USA 18  | MXC 13 | SAP 2   | LVG 17 | QAT Ret | ABU | 23   | 14. místo  |
| 2025 | MoneyGram Haas F1 Team           | Haas VF-25        | Ferrari 066/10 1.6 V6 t         | AUS 13  | CHN 5   | JPN 18  | BHR 8   | SAU 14  | MIA 12  | EMI Ret | MON 7   | ESP 16  | CAN 9   | AUT 10  | GBR 13 | BEL     | HUN     | NED     | ITA    | AZE     | SIN     | USA     | MXC    | SAP     | LVG    | QAT     | ABU | 23*  | 10. místo* |